# Henri Congnet
Pour les articles homonymes, voir Congnet.
Henri Congnet, né le 6 décembre 1795 à Soissons et mort le 5 juillet 1870 à Soissons, est un prêtre catholique séculier et un historien français.

## Biographie
Élève des séminaires de Soissons et de Saint-Sulpice, il est ordonné diacre par Mgr de Quélen (évêque in partibus de Samosate (de)) en juin 1819. Il est ordonné prêtre à Issy-les-Moulineaux (près de Paris) par Mgr Le Blanc de Beaulieu (ancien évêque constitutionnel de Rouen, évêque de Soissons et oncle de George Sand) le 18 septembre 1819.
Professeur à Soissons, puis à Laon en 1819, puis supérieur du Petit Séminaire de Notre-Dame de Liesse en 1834, il devint, en 1835, directeur de la maîtrise de la cathédrale de Soissons. Le 10 juin 1838 il fut nommé, par ordonnance épiscopale, chanoine honoraire de Soissons.
Il fut nommé chanoine titulaire de Soissons le 1er décembre 1844. Il a été l'ancien doyen du chapitre de la cathédrale de Soissons. Il a servi à titre de missionnaire apostolique par ordonnance de la Sacrée congrégation pour la propagation de la foi en date du 13 juin 1858.
Henri Congnet fut aussi membre de la Société asiatique et hagiographe.

## Publications
(liste non exhaustive)
- Marie honorée dans les classes ou Mois de Marie (Grec-Latin) Extrait des Pères de l’Église grecque et des Saintes Écritures ; ouvrage contenant, en outre, les hommages rendus par quelques littérateurs contemporains à la Sainte Mère de Dieu - Paris 1837
- Grammaire grecque accompagnée d'exercices et de questionnaires - Paris 1838
- Le Maitre d'études des collèges royaux et communaux - Paris 1845
- Grand manuel ou Manuel pratique pour la première communion et la confirmation - Paris 1858
- Madame de Bussières ou La vie chrétienne et charitable au milieu du monde - Dédié aux mères chrétienne - Paris 1867
- Soldat et prêtre ou Le modèle de la vie sacerdotale et militaire (L'abbé Timothée Marprez) Paris 1865
- Notice sur la translation des reliques de Saint Yved et Saint Victrice en la ville de Braine - Paris 1865
- Enchiridion (manuel) de ceux qui commencent le grec, pour servir de premier texte d'explication - Paris 1847 (1re édition)
- Grammaire de la langue grecque comparée perpétuellement à la langue latine - Paris 1845
- Joseph, Ruth, Tobie et extraits bibliques suivis de quarante-six fables d'Ésope, de morceaux d'Élien et autres auteurs et des fables choisies de Babrius, avec les exercices grammaticaux et les renvois perpétuels à la grammaire... ouvrage formant une chrestomathie élémentaire... Texte grec - Paris 1850 (1re édition)
- Le Livre des jeunes professeurs, contenant : première partie, la méthode pour commencer les humanités - Paris 1843
- Le Pieux helléniste sanctifiant la journée par la prière. Grec-latin - Paris 1839
- Manuel des verbes irréguliers, défectifs et difficiles de la langue grecque, avec des exercices - Paris 1837
- Paradigmes des verbes grecs et résumé des règles de la formation de leurs temps - Paris 1837
- Prosodie grecque d'après les tableaux de François Passow - Paris 1848
- Collaboration à l'écriture de l'ouvrage hagiographique Vies des Saints Les Petits Bollandistes -  1870 Bollandiste : nom donné aux rédacteurs des vies des saints